# NGC 2492
NGC 2492 è una galassia lenticolare situata nella costellazione dei Gemelli, a una distanza di circa 329 milioni di anni luce dalla nostra Via Lattea.

## Scoperta
La galassia è stata scoperta il 24 dicembre 1827 dall'astronomo britannico John Herschel.